# Чемпіонат світу з легкої атлетики 2009
Чемпіонат світу з легкої атлетики 2009 був проведений 15-23 серпня в Берліні.
Право приймати чемпіонат світу з легкої атлетики столиця Німеччини здобула у боротьбі з іншими містами: Спліт (Хорватія), Тегу (Південна Корея), Валенсія (Іспанія), Делі (Індія), Касабланка (Марокко), Брюссель (Бельгія), Брисбен (Австралія). Відповідальними за організацію змагань були місто Берлін та Федерація легкої атлетики Німеччини.
Талісманом змагань було обрано ведмежатко Берліно.
Основні змагання відбувалися на «Олімпіаштадіоні» місткістю 74 845 глядачів, після проведеної реконструкції перед чемпіонатом світу з футболу 2006. Змагання зі спортивної ходьби та марафону відбувалися не на стадіоні, а вулицями Берліна з фінішем біля Бранденбурзьких воріт.
Офіційним гімном змагання була обрана пісня «Foot of the Mountain» норвезького гурту a-ha.

## Переможці та переможені

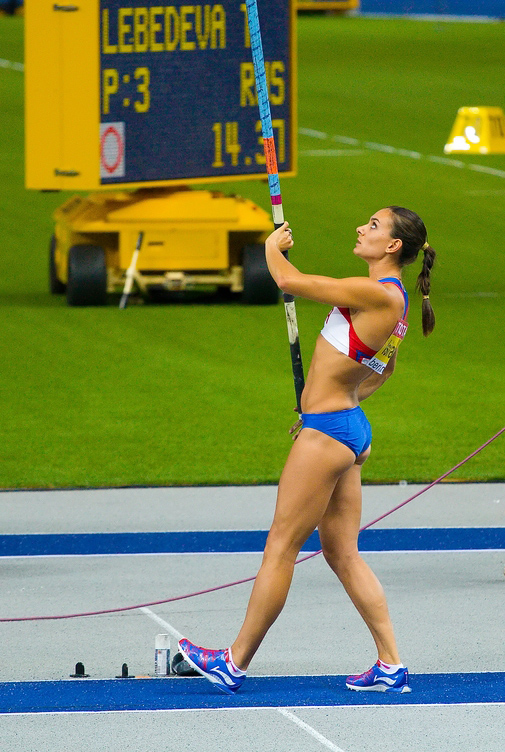
Олена Ісинбаєва

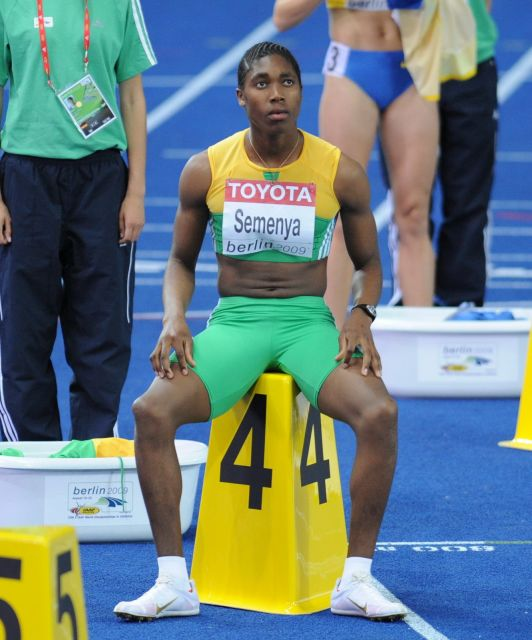
Кастер Семеня

Справжньою прикрасою турніру став фінальний забіг на дистанції 100 м серед чоловіків. Закінчився він перемогою Усейна Болта і встановленням нового світового рекорду. Окрім цього Болт виграв ще два золота, таким чином ставши триразовим чемпіоном світу.
Іншим мультимедалістом турніру став Кененіса Бекеле, що здобув два золота на своїх коронних дистанціях 5000 та 10000 метрів.
Ще один світовий рекорд було встановлено у жіночих змаганнях з метання молота. Його автором стала польська спортсменка Аніта Влодарчик.
До найбільших розчарувань турніру можна віднести провал Олени Ісинбаєвої, у змаганнях стрибунок з жердиною, яка не змогла виконати жодної залікової спроби.
Справжній скандал стався після фінішу на дистанції 800 м серед жінок. Чемпіонство виборола південноафриканська спортсменка Кастер Семеня, але у інших учасників виникла підозра щодо статі переможниці. Тож Кастер попросили пройти гендерний тест.

## Розклад змагань
| З | Попередні забіги | К | Кваліфікація | 1/2 | Півфінали | Ф | Фінал |

| Серпень            | 15 | 16  | 17  | 18 | 19  | 20 | 21  | 22  | 23 |
| ------------------ | -- | --- | --- | -- | --- | -- | --- | --- | -- |
| 100 м              | З  | Ф   |     |    |     |    |     |     |    |
| 200 м              |    |     |     | З  | 1/2 | Ф  |     |     |    |
| 400 м              |    |     |     | З  | 1/2 |    | Ф   |     |    |
| 800 м              |    |     |     |    |     | З  | 1/2 |     | Ф  |
| 1500 м             | З  |     | 1/2 |    | Ф   |    |     |     |    |
| 5000 м             |    |     |     |    |     | З  |     |     | Ф  |
| 10000 м            |    |     | Ф   |    |     |    |     |     |    |
| Марафон            |    |     |     |    |     |    |     | Ф   |    |
| 110 м з/б          |    |     |     |    | З   | Ф  |     |     |    |
| 400 м з/б          | З  | 1/2 |     | Ф  |     |    |     |     |    |
| 3000 м з/п         |    | З   |     | Ф  |     |    |     |     |    |
| 4×100 м            |    |     |     |    |     |    | 1/2 | Ф   |    |
| 4×400 м            |    |     |     |    |     |    |     | 1/2 | Ф  |
| Ходьба 20 км       | Ф  |     |     |    |     |    |     |     |    |
| Ходьба 50 км       |    |     |     |    |     |    | Ф   |     |    |
| Стрибки у довжину  |    |     |     |    |     | К  |     | Ф   |    |
| Потрійний стрибок  |    | К   |     | Ф  |     |    |     |     |    |
| Стрибки у висоту   |    |     |     |    | К   |    | Ф   |     |    |
| Стрибки з жердиною |    |     |     |    |     | К  |     | Ф   |    |
| Штовхання ядра     | Ф  |     |     |    |     |    |     |     |    |
| Метання диска      |    |     |     | К  | Ф   |    |     |     |    |
| Метання молота     | К  |     | Ф   |    |     |    |     |     |    |
| Метання списа      |    |     |     |    |     |    | К   |     | Ф  |
| Десятиборство      |    |     |     |    | Ф   | Ф  |     |     |    |

| Серпень            | 15 | 16  | 17  | 18  | 19 | 20  | 21  | 22  | 23 |
| ------------------ | -- | --- | --- | --- | -- | --- | --- | --- | -- |
| 100 м              |    | З   | Ф   |     |    |     |     |     |    |
| 200 м              |    |     |     |     | З  | 1/2 | Ф   |     |    |
| 400 м              | З  | 1/2 |     | Ф   |    |     |     |     |    |
| 800 м              |    | З   | 1/2 |     | Ф  |     |     |     |    |
| 1500 м             |    |     |     | З   |    |     | 1/2 |     | Ф  |
| 5000 м             |    |     |     |     | З  |     |     | Ф   |    |
| 10000 м            | Ф  |     |     |     |    |     |     |     |    |
| Марафон            |    |     |     |     |    |     |     |     | Ф  |
| 100 м з/б          |    |     |     | З   | Ф  |     |     |     |    |
| 400 м з/б          |    |     | З   | 1/2 |    | Ф   |     |     |    |
| 3000 м з/п         | З  |     | Ф   |     |    |     |     |     |    |
| 4×100 м            |    |     |     |     |    |     |     | Ф   |    |
| 4×400 м            |    |     |     |     |    |     |     | 1/2 | Ф  |
| Ходьба 20 км       |    | Ф   |     |     |    |     |     |     |    |
| Стрибки у довжину  |    |     |     |     |    |     | К   |     | Ф  |
| Потрійний стрибок  | К  |     | Ф   |     |    |     |     |     |    |
| Стрибки у висоту   |    |     |     | К   |    | Ф   |     |     |    |
| Стрибки з жердиною | К  |     | Ф   |     |    |     |     |     |    |
| Штовхання ядра     |    | Ф   |     |     |    |     |     |     |    |
| Метання диска      |    |     |     |     | К  |     | Ф   |     |    |
| Метання молота     |    |     |     |     |    | К   |     | Ф   |    |
| Метання списа      |    | К   |     | Ф   |    |     |     |     |    |
| Семиборство        | Ф  | Ф   |     |     |    |     |     |     |    |

## Призери

### Чоловіки
| Дисципліна                | Золото | Золото      | Срібло                                                                                             | Срібло      | Бронза                                                                             | Бронза      |
| ------------------------- | --- | ----------- | -------------------------------------------------------------------------------------------------- | ----------- | ---------------------------------------------------------------------------------- | ----------- |
| 100 метрів                | Усейн Болт Ямайка                                                                                           | 9,58 WR     | Тайсон Гей США                                                                                     | 9,71 NR     | Асафа Пауелл Ямайка                                                                | 9,84 SB     |
| 200 метрів                | Усейн Болт Ямайка                                                                                           | 19,19 WR    | Алонсо Едвард Панама                                                                               | 19,81 AR    | Воллес Спірмон США                                                                 | 19,85 SB    |
| 400 метрів                | Лашон Меррітт США                                                                                           | 44,06 WL    | Джеремі Ворінер США                                                                                | 44,60 SB    | Ренні Квоу США                                                                     | 45,02       |
| 800 метрів                | Мбулані Мулаудзі ПАР                                                                                        | 1.45,29     | Алфред Кірва Єго Кенія                                                                             | 1.45,35     | Юсуф Саад Камель Бахрейн                                                           | 1.45,35     |
| 1500 метрів               | Юсуф Саад Камель Бахрейн                                                                                    | 3.35,93     | Дерессе Меконнен Ефіопія                                                                           | 3.36,01     | Бернард Лагат США                                                                  | 3.36,20     |
| 5000 метрів               | Кененіса Бекеле Ефіопія                                                                                     | 13.17,09    | Бернард Лагат США                                                                                  | 13.17,33    | Джеймс Кваліа Катар                                                                | 13.17,78    |
| 10000 метрів              | Кененіса Бекеле Ефіопія                                                                                     | 26.46,31 CR | Зерсенай Тадесе Еритрея                                                                            | 26.50,12 SB | Мозес Масаї Кенія                                                                  | 26.57,39 SB |
| 110 метрів з бар'єрами    | Раян Бретвейт Барбадос                                                                                      | 13,14 NR    | Терренс Треммелл США                                                                               | 13,15       | Девід Пейн США                                                                     | 13,15       |
| 400 метрів з бар'єрами    | Керрон Клемент США                                                                                          | 47,91 WL    | Хав'єр Кулсон Пуерто-Рико                                                                          | 48,09 PB    | Бершон Джексон США                                                                 | 48,23       |
| 3000 метрів з перешкодами | Єзекіїль Кембої Кенія                                                                                       | 8.00,43 CR  | Річард Матілонґ Кенія                                                                              | 8.00,89 PB  | Буабделла Тарі Франція                                                             | 8.01,18 ER  |
| 4×100 метрів              | ЯмайкаСтів Маллінгс Майкл Фрейтер Усейн Болт Асафа Пауелл Двайт Томас (забіг) Лерон Кларк (забіг)           | 37,31 CR    | Тринідад і ТобагоДаррел Браун Марк Бернз Еммануель Калландер Річард Томпсон Кестон Бледмен (забіг) | 37,62 NR    | Велика БританіяСімеон Вільямсон Тайрон Едгар Марлон Девоніш Гаррі Айкінс-Айїтей    | 38,02 SB    |
| 4×400 метрів              | СШАЕнджело Тейлор Джеремі Ворінер Керрон Клемент Лашон Меррітт Лайонел Ларрі (забіг) Бершон Джексон (забіг) | 2.57,86 WL  | Велика БританіяКонрад Вільямс Майкл Бінем Роберт Тобін Мартін Руні Дай Грін (забіг)                | 3.00,53 SB  | АвстраліяДжон Стеффенсен Бен Офферейнс Трістан Томас Шон Роу Джоел Мілберн (забіг) | 3.00,90 SB  |
| Марафон                   | Абель Кіруї Кенія                                                                                           | 2:06.54 CR  | Еммануель Мутаї Кенія                                                                              | 2:07.48     | Цеґає Кебеде Ефіопія                                                               | 2:08.35     |
| Ходьба 20 кілометрів      | Ван Гао КНР                                                                                                 | 1:19.06 PB  | Едер Санчес Мексика                                                                                | 1:19.22 SB  | Джорджіо Рубіно Італія                                                             | 1:19.50     |
| Ходьба 50 кілометрів      | Тронд Нюмарк Норвегія                                                                                       | 3:41.16 NR  | Хесус Анхель Гарсія Іспанія                                                                        | 3:41.37 SB  | Гжегож Судол Польща                                                                | 3:42.34 PB  |
| Стрибки у висоту          | Ярослав Рибаков Росія                                                                                       | 2,32        | Кіріакос Йоанну Кіпр                                                                               | 2,32        | Сілвестер Беднарек ПольщаРауль Шпанк Німеччина                                     | 2,32        |
| Стрибки з жердиною        | Стів Гукер Австралія                                                                                        | 5,90        | Ромен Меніль Франція                                                                               | 5,85        | Рено Лавіллені Франція                                                             | 5,80        |
| Стрибки в довжину         | Двайт Філліпс США                                                                                           | 8,54        | Ґодфрі Хотсо Макоена ПАР                                                                           | 8,47        | Мітчелл Вотт Австралія                                                             | 8,37        |
| Потрійний стрибок         | Філліпс Ідову Велика Британія                                                                               | 17,73 WL    | Нельсон Евора Португалія                                                                           | 17,55       | Алексіс Копельйо Куба                                                              | 17,36       |
| Штовхання ядра            | Крістіан Кентвелл США                                                                                       | 22,03 WL    | Томаш Маєвський Польща                                                                             | 21,91       | Ральф Бартельс Німеччина                                                           | 21,37 PB    |
| Метання диска             | Роберт Гартінг Німеччина                                                                                    | 69,43 PB    | Пйотр Малаховський Польща                                                                          | 69,15 NR    | Герд Кантер Естонія                                                                | 66,88       |
| Метання молота            | Прімож Козмус Словенія                                                                                      | 80,84 SB    | Шимон Зюлковський Польща                                                                           | 79,30 SB    | Олексій Загорний Росія                                                             | 78,09       |
| Метання списа             | Андреас Торкільдсен Норвегія                                                                                | 89,59 SB    | Гільєрмо Мартінес Куба                                                                             | 86,41 SB    | Муракамі Юкіфумі Японія                                                            | 82,97       |
| Десятиборство             | Трей Гарді США                                                                                              | 8790 WL     | Леонель Суарес Куба                                                                                | 8640        | Олексій Касьянов Україна                                                           | 8479 PB     |

### Жінки
| Дисципліна                | Золото                                                                                                 | Золото     | Срібло                                                                                    | Срібло     | Бронза                                                                                      | Бронза     |
| ------------------------- | --- | ---------- | ----------------------------------------------------------------------------------------- | ---------- | ------------------------------------------------------------------------------------------- | ---------- |
| 100 метрів                | Шеллі-Енн Фрейзер Ямайка                                                                               | 10,73 WL   | Керрон Стюарт Ямайка                                                                      | 10,75 PB   | Кармеліта Джетер США                                                                        | 10,90      |
| 200 метрів                | Еллісон Фелікс США                                                                                     | 22,02      | Вероніка Кемпбелл Ямайка                                                                  | 22,35      | Деббі Фергюсон-Маккензі Багамські Острови                                                   | 22,41      |
| 400 метрів                | Саня Річардс США                                                                                       | 49,00 WL   | Шеріка Вільямс Ямайка                                                                     | 49,32 PB   | Антоніна Кривошапка Росія                                                                   | 49,71      |
| 800 метрів                | Кастер Семеня ПАР                                                                                      | 1.55,45 WL | Джанет Джепкосґей Кенія                                                                   | 1.57,90 SB | Дженні Медоус Велика Британія                                                               | 1.57,93 PB |
| 1500 метрів               | Мар'ям Юсуф Джамал Бахрейн                                                                             | 4.03,74    | Ліза Добріскі Велика Британія                                                             | 4.03,75    | Шеннон Роубері США                                                                          | 4.04,18    |
| 5000 метрів               | Вів'єн Черуйот Кенія                                                                                   | 14.57,97   | Сільвія Кібет Кенія                                                                       | 14.58,33   | Месерет Дефар Ефіопія                                                                       | 14.58,41   |
| 10000 метрів              | Лінет Масаї Кенія                                                                                      | 30.51,24   | Меселеш Мелкаму Ефіопія                                                                   | 30.51,54   | Вуде Аялев Ефіопія                                                                          | 30.51,95   |
| 100 метрів з бар'єрами    | Бріджит Фостер-Гілтон Ямайка                                                                           | 12,51 SB   | Прісцилла Лопес-Шліп Канада                                                               | 12,54      | Деллорін Енніс-Ландон Ямайка                                                                | 12,55 SB   |
| 400 метрів з бар'єрами    | Мелейн Вокер Ямайка                                                                                    | 52,42 CR   | Лашинда Демус США                                                                         | 52,96      | Джосанн Лукас Тринідад і Тобаго                                                             | 53,20      |
| 3000 метрів з перешкодами | Юлія Заруднева Росія                                                                                   | 9.08,33 PB | Мілка Чейва Кенія                                                                         | 9.08,57 PB | Гульнара Самітова-Галкіна Росія                                                             | 9.11,09 SB |
| 4×100 метрів              | ЯмайкаСімона Фейсі Шеллі-Енн Фрейзер Елін Бейлі Керрон Стюарт                                          | 42,06      | Багамські ОстровиШеніка Фергюсон Чандра Старрап Крістін Амертіль Деббі Фергюсон-Маккензі  | 42,29 SB   | НімеччинаМаріон Вагнер Анне Меллінгер Кетлін Чирх Верена Зайлер                             | 42,87 SB   |
| 4×400 метрів              | СШАДеббі Данн Еллісон Фелікс Лашинда Демус Саня Річардс Наташа Гастінгс (забіг) Джессіка Беард (забіг) | 3.17,83 WL | ЯмайкаРозмарі Вайт Новлін Вільямс-Міллс Шеріфа Ллойд Шеріка Вільямс Каліс Спенсер (забіг) | 3.21,15 SB | Велика БританіяЛі Макконелл Крістін Огуруоґу Вікі Барр Нікола Сандерс Дженні Медоуз (забіг) | 3.25,16    |
| Марафон                   | Бай Сюе КНР                                                                                            | 2:25.15    | Одзакі Йосімі Японія                                                                      | 2:25.25    | Аселефеш Мергія Ефіопія                                                                     | 2:25.32    |
| Ходьба 20 кілометрів      | Олів Лафнан Ірландія                                                                                   | 1:28.58 SB | Лю Хун КНР                                                                                | 1:29.10    | Аніся Кірдяпкіна Росія                                                                      | 1:30.09    |
| Стрибки у висоту          | Бланка Влашич Хорватія                                                                                 | 2,04       | Аріане Фрідріх Німеччина                                                                  | 2,02       | Антонієта ді Мартіно Італія                                                                 | 1,99       |
| Стрибки з жердиною        | Анна Роґовська Польща                                                                                  | 4,75       | Моніка Пирек ПольщаЧелсі Джонсон США                                                      | 4,65       | не вручалась                                                                                |            |
| Стрибки в довжину         | Бріттні Різ США                                                                                        | 7,10 WL    | Карін Меліс Мей Туреччина                                                                 | 6,80       | Найде Гомеш Португалія                                                                      | 6,77       |
| Потрійний стрибок         | Яргеліс Савіньє Куба                                                                                   | 14,95      | Мабель Гай Куба                                                                           | 14,61 SB   | Анна Пятих Росія                                                                            | 14,58      |
| Штовхання ядра            | Валері Вілі Нова Зеландія                                                                              | 20,44      | Надін Кляйнерт Німеччина                                                                  | 20,20 PB   | Ґун Ліцзяо КНР                                                                              | 19,89 PB   |
| Метання диска             | Дені Семюелс Австралія                                                                                 | 65,44 PB   | Яреліс Барріос Куба                                                                       | 65,31 SB   | Ніколета Грасу Румунія                                                                      | 65,20 SB   |
| Метання молота            | Аніта Влодарчик Польща                                                                                 | 77,96 WR   | Бетті Гайдлер Німеччина                                                                   | 77,12 NR   | Мартіна Грашнова Словаччина                                                                 | 74,49      |
| Метання списа             | Штеффі Неріус Німеччина                                                                                | 67,30 SB   | Барбора Шпотакова Чехія                                                                   | 66,42      | Моніка Стоян Румунія                                                                        | 64,51 PB   |
| Семиборство               | Джессіка Енніс Велика Британія                                                                         | 6731 WL    | Дженніфер Езер Німеччина                                                                  | 6493 PB    | Каміла Чудзик Польща                                                                        | 6471 SB    |

## Медальний залік

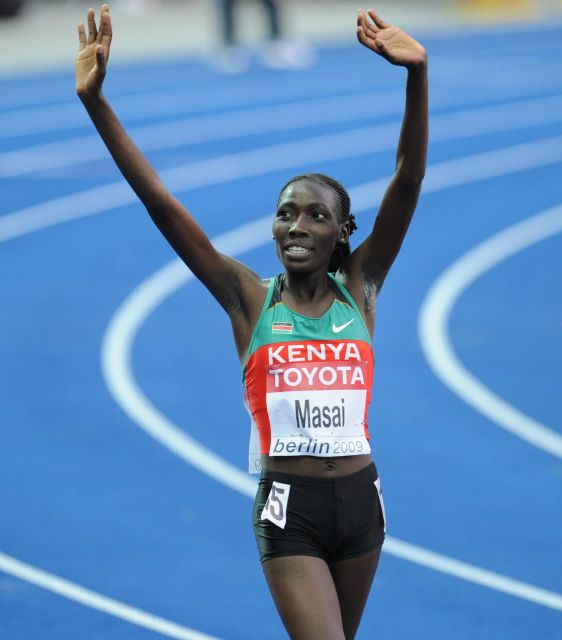
Чемпіонка світу з бігу на 10000 м Лінет Масаї

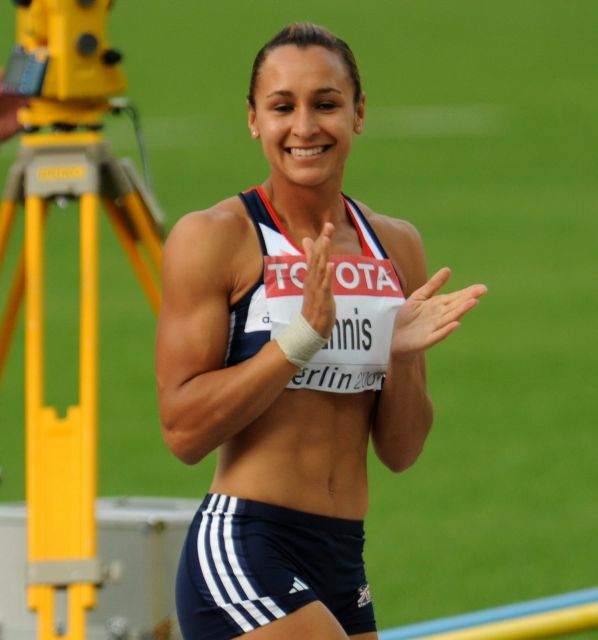
Чемпіонка світу із семиборства Джессіка Енніс

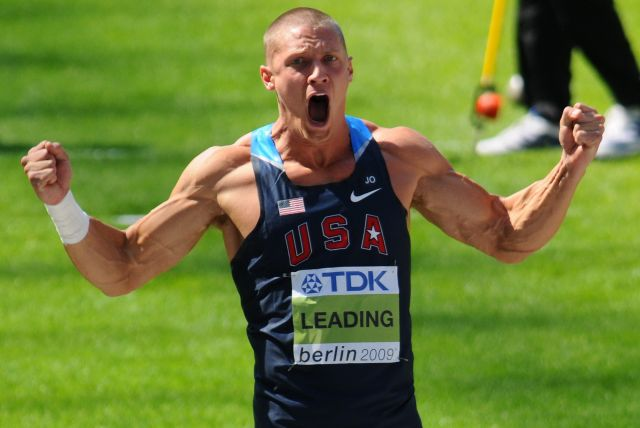
Чемпіон світу з десятиборства Трей Гарді

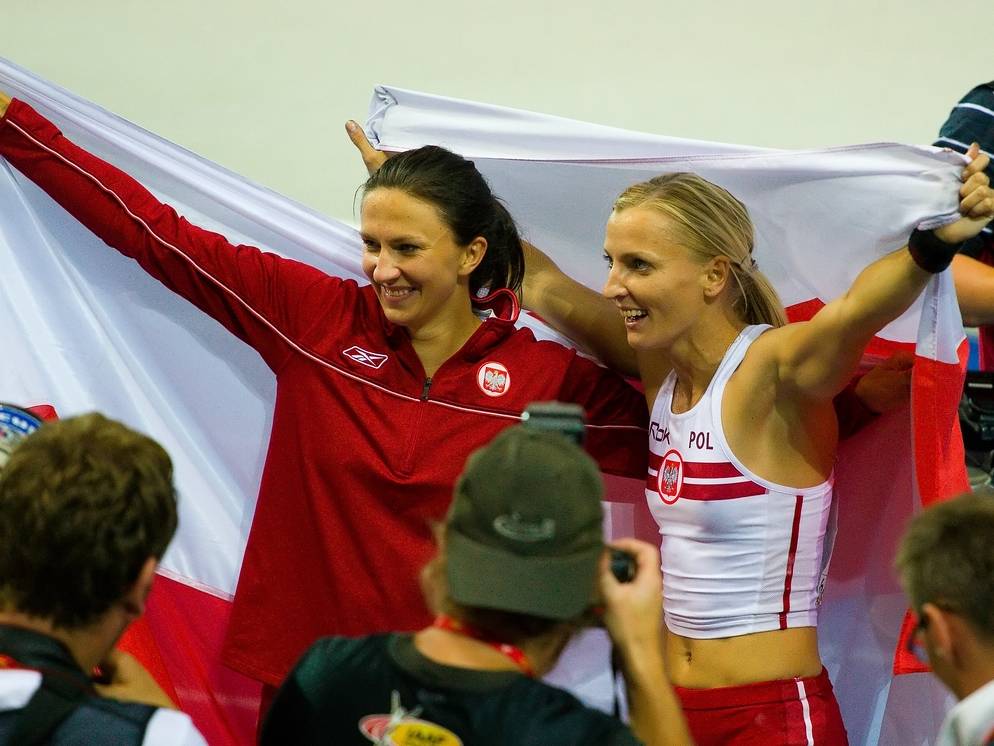
Золота та срібна призерки у стрибках з жердиною Анна Роговська та Моніка Пирек

| Місце                | Країна               | Золото | Срібло | Бронза | Загалом |
| -------------------- | -------------------- | ------ | ------ | ------ | ------- |
| 1                    | США                  | 10     | 6      | 6      | 22      |
| 2                    | Ямайка               | 7      | 4      | 2      | 13      |
| 3                    | Кенія                | 4      | 6      | 1      | 11      |
| 4                    | Німеччина            | 2      | 4      | 3      | 9       |
| 4                    | Польща               | 2      | 4      | 3      | 9       |
| 6                    | Ефіопія              | 2      | 2      | 4      | 8       |
| 7                    | Велика Британія      | 2      | 2      | 3      | 7       |
| 8                    | КНР                  | 2      | 1      | 1      | 4       |
| 9                    | Південна Африка      | 2      | 1      | 0      | 3       |
| 10                   | Росія                | 2      | 0      | 5      | 7       |
| 11                   | Австралія            | 2      | 0      | 2      | 4       |
| 12                   | Бахрейн              | 2      | 0      | 1      | 3       |
| 13                   | Норвегія             | 2      | 0      | 0      | 2       |
| 14                   | Куба                 | 1      | 4      | 1      | 6       |
| 15                   | Ірландія             | 1      | 0      | 0      | 1       |
| 15                   | Барбадос             | 1      | 0      | 0      | 1       |
| 15                   | Нова Зеландія        | 1      | 0      | 0      | 1       |
| 15                   | Словенія             | 1      | 0      | 0      | 1       |
| 15                   | Хорватія             | 1      | 0      | 0      | 1       |
| 20                   | Тринідад і Тобаго    | 0      | 1      | 2      | 3       |
| 20                   | Франція              | 0      | 1      | 2      | 3       |
| 22                   | Багамські Острови    | 0      | 1      | 1      | 2       |
| 22                   | Португалія           | 0      | 1      | 1      | 2       |
| 22                   | Японія               | 0      | 1      | 1      | 2       |
| 25                   | Іспанія              | 0      | 1      | 0      | 1       |
| 25                   | Еритрея              | 0      | 1      | 0      | 1       |
| 25                   | Канада               | 0      | 1      | 0      | 1       |
| 25                   | Кіпр                 | 0      | 1      | 0      | 1       |
| 25                   | Мексика              | 0      | 1      | 0      | 1       |
| 25                   | Панама               | 0      | 1      | 0      | 1       |
| 25                   | Пуерто-Рико          | 0      | 1      | 0      | 1       |
| 25                   | Туреччина            | 0      | 1      | 0      | 1       |
| 25                   | Чехія                | 0      | 1      | 0      | 1       |
| 34                   | Італія               | 0      | 0      | 2      | 2       |
| 34                   | Румунія              | 0      | 0      | 2      | 2       |
| 36                   | Естонія              | 0      | 0      | 1      | 1       |
| 36                   | Катар                | 0      | 0      | 1      | 1       |
| 36                   | Словаччина           | 0      | 0      | 1      | 1       |
| 36                   | Україна              | 0      | 0      | 1      | 1       |
| Загалом (39 збірних) | Загалом (39 збірних) | 47     | 48     | 47     | 142     |

## Україна на чемпіонаті
Виступи українців на цьому турнірі важко назвати інакше як провальними. Україна не здобула жодної медалі в змаганнях вперше за часів виступів на чемпіонатах світу. Хоча наші спортсмени були близькі до завоювання бодай бронзової нагороди. Так, одразу чотири українські спортсмени посіли четверті місця у своїх дисциплінах. Наталія Добринська і Олексій Касьянов у семиборстві і десятиборстві відповідно. Максим Мазурик у стрибках з жердиною, а Юлія Кревсун в бігу на 800 м. Проте згодом, після дискваліфікації російського атлета Олександра Погорєлова, який посів третє місце, Олексій Касьянов отримав бронзову нагороду в десятиборстві.